# Canarie
Een canarie is een waarschijnlijk van de Canarische Eilanden stammende parendans in een snelle 6/8 of 3/4 maat. Deze dans wordt doorgaans met veel versieringen en doorgaans puntig, gepunteerd en strak ritmisch gespeeld.
De canarie werd in de 16e eeuw in Frankrijk mode en komt tot in de 18e eeuw ook in de klavierliteratuur veelvuldig voor. Zo schreven componisten als Chambonnières, Couperin en J.S. Bach diverse canaries als onderdeel van hun suites. In orkestwerken komen ook canaries voor, bijvoorbeeld in werken van Muffat, J.S. Kusser en Bach.
De eerste vermelding van deze Renaissancedans is door Thoinot Arbeau gedaan in diens geschrift Orchésographie (1589).